# シムリスハムン
シムリスハムン（Simrishamn）は、スウェーデン南部、スコーネ県の都市。
人口は6,527人（2010年）。マーケットが位置する、メインストリート（Storgatan）を中心に持つ。シムリスハムンは、ゲルマン人「キンブリ（Cimbri）」の発祥地と考えられている。

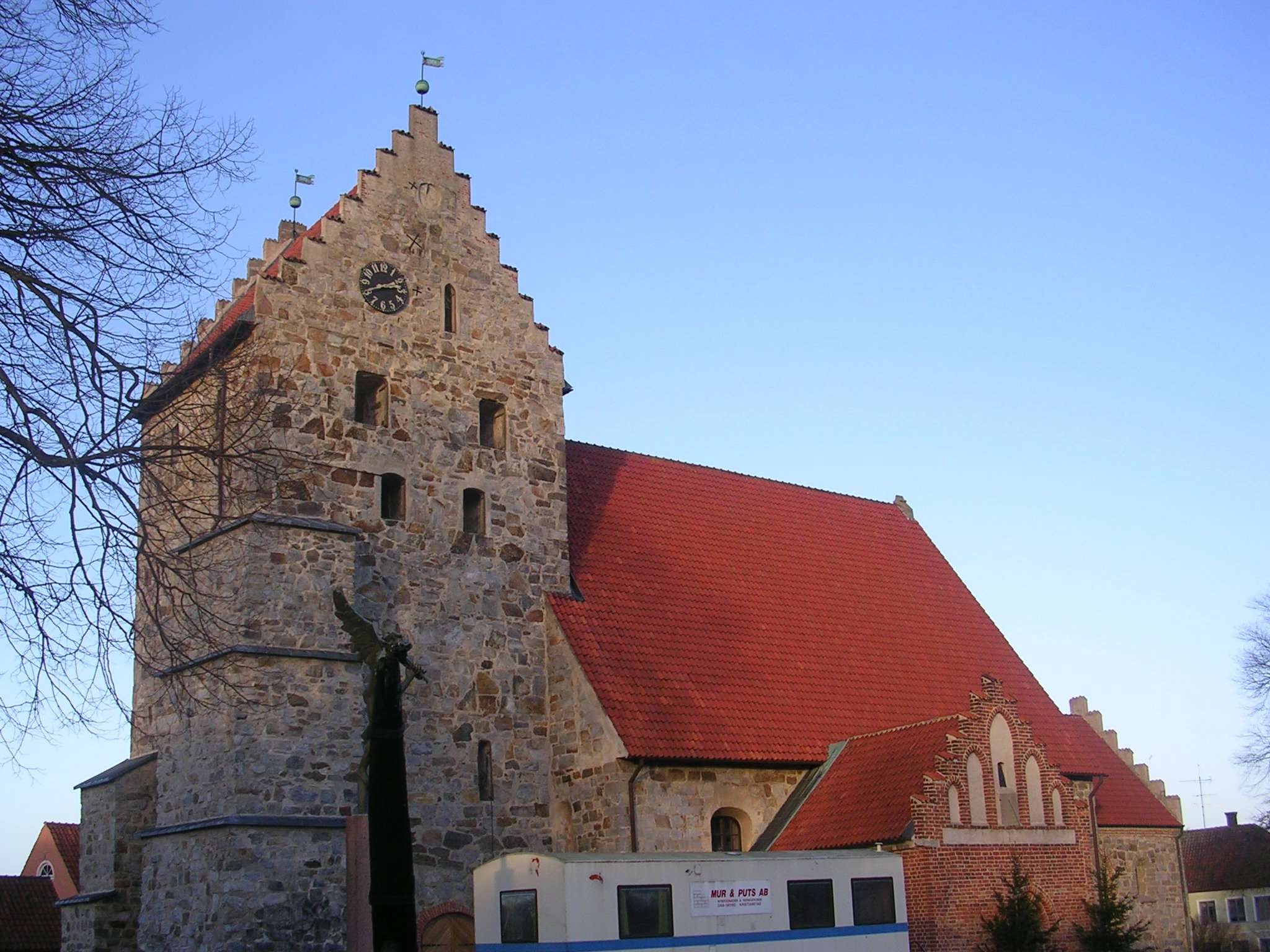
Saint Nicolai Church, 中世に建設された教会、シムリスハムン中心部